# Stufenkorrelationsfunktion

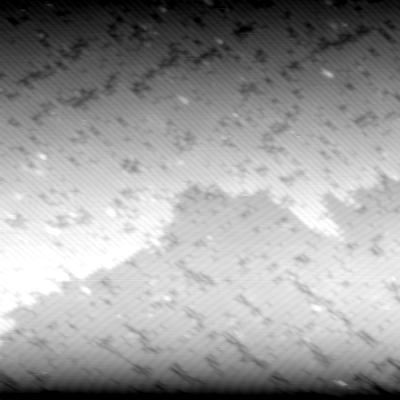
Rastertunnelmikroskop-Bild einer glatten Silicium-Oberfläche mit Stufe

Die Stufenkorrelationsfunktion ist eine Funktion, mit deren Hilfe Fluktuationen an atomaren Stufen einer Oberfläche analysiert werden können. Die Fluktuationen entstehen dadurch, dass sich durch Diffusion Atome an einer bestimmten Stelle der Stufe anlagern oder diese verlassen. Je nach dem Mechanismus des Massentransports auf der Oberfläche weist die Stufenkorrelationsfunktion eine bestimmte Abhängigkeit von der Zeit t oder von der Position y entlang der Stufe auf.
Die Stufenkorrelationsfunktion wird meist aus Messungen mit einem Rastertunnelmikroskop (STM) ermittelt. Voraussetzung ist eine Probe, die atomar glatte Flächen (Terrassen) aufweist. Die Terrassen werden durch Stufen voneinander getrennt; benachbarte Terrassen unterscheiden sich also dadurch, dass die höherliegende Terrasse eine Atomlage mehr als die niedrigere aufweist.
Scannt man mit einer STM-Spitze wiederholt entlang derselben Linie senkrecht zur Stufenkante über eine fluktuierende Stufe, dann erhält man ein sog. Pseudobild, aus dem sich die Stufenkorrelationsfunktion G(t) nach der Gleichung
{\displaystyle G(t)=<(x(t)-x(0))^{2}>}
ergibt, wobei {\displaystyle x(t)} die Position der Stufenkante zur Zeit {\displaystyle t} ist. Die spitzen Klammern bedeuten, dass der Mittelwert über viele Messungen zu bestimmen ist.
Diese Funktion ist proportional zu {\displaystyle t^{1/2}}, wenn die Atome die Stufenkante relativ leicht verlassen und über die Terrasse diffundieren können, hingegen proportional zu {\displaystyle t^{1/3}} oder {\displaystyle t^{1/4}}, wenn diese Prozesse eingeschränkt oder nicht möglich sind. Im Extremfall können die Atome nur entlang einer Stufe diffundieren und diese nicht verlassen, dann gilt {\displaystyle G(t)\propto t^{1/4}}.
Hat man ein Bild der Oberfläche, das schneller aufgenommen wurde, als die typische Zeit für die Fluktuation einer Stufe, lässt sich die Stufenkorrelationsfunktion als Funktion des Orts {\displaystyle y} bestimmen:
{\displaystyle G(y)=<(x(y)-x(0))^{2}>}
Die {\displaystyle y}-Richtung ist dabei in Richtung des (mittleren) Verlaufs der Stufenkante. G(y) gibt also an, wie „wellig“ die Stufenkante beim Blick auf die Oberfläche erscheint.